# Sulfur Springs (St. Lucia)

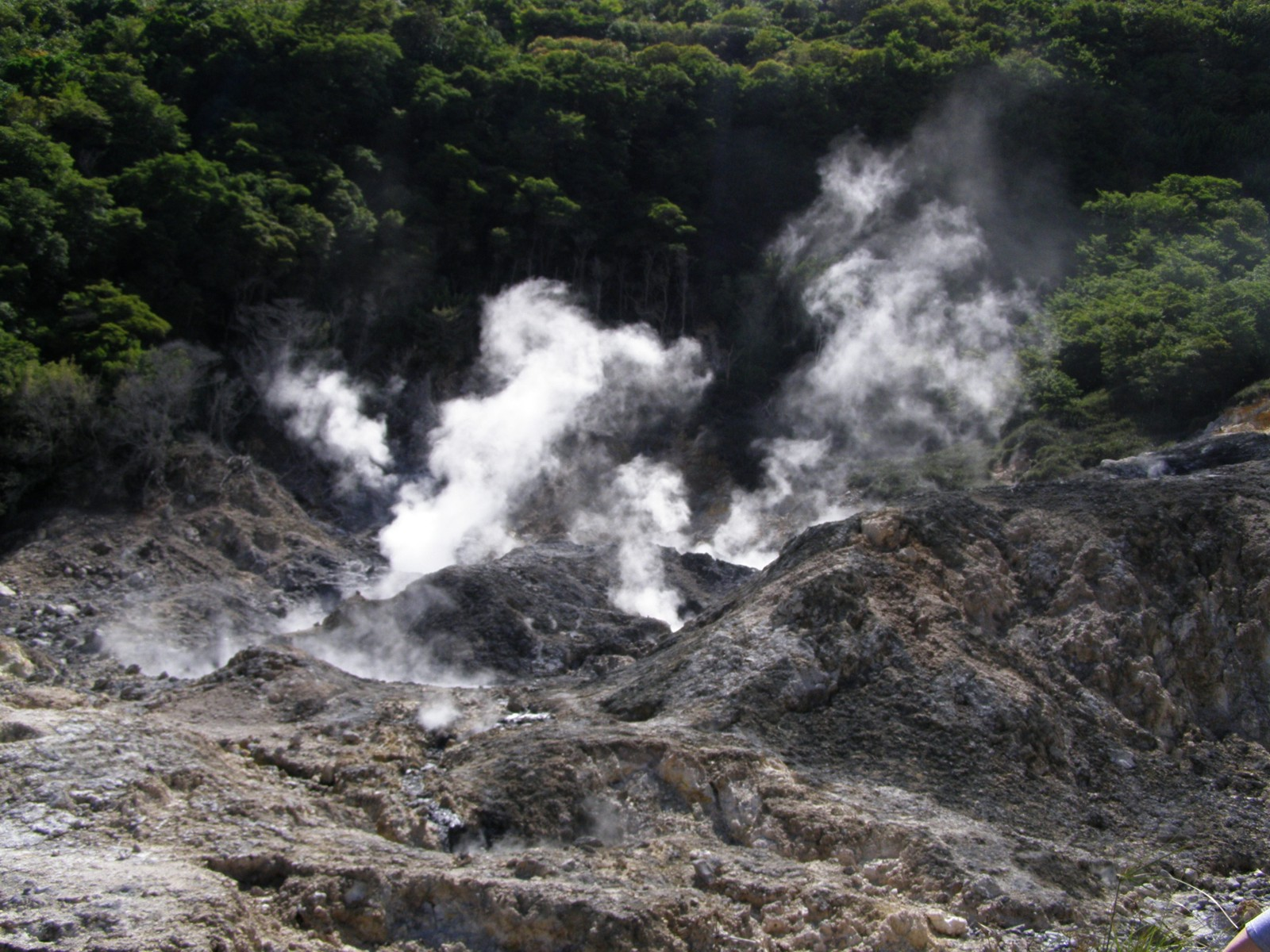
Aktive Schwefellöcher in Sulfur Springs

Sulfur Springs (dt. Schwefelquellen) ist eine Touristen-Attraktion im Gebiet von Soufrière, St. Lucia. Die Schwefelvorkommen gaben auch dem Ort Soufrière (frz. = Schwefelgrube) seinen Namen. Im 19. Jahrhundert wurde dort Schwefel abgebaut.
Sulfur Springs war ein ehemals aktiver Lavadom der vor ca. 40.000 Jahren entstanden ist. Er entstand auf dem Gebiet der Qualibou-Caldera. Der letzte Ausbruch ereignete sich 1780. Der Dom ist vor langer Zeit eingebrochen und hat eine 2,8 ha große Caldera gebildet. Obwohl seit 200 Jahren keine Eruption stattfand, treten noch immer Schwefeldämpfe aus. Es gibt auch einige kochende Schlammlöcher. 
Sulfur Springs ist der einzige „drive-in volcano“ der Welt.